# 白坚木原碱
白坚木原碱（英語：Aspidospermidine，或称去甲氧基去乙酰基白坚木碱，因其比白坚木碱少了苯环上的甲氧基和N-乙酰基）是从白堅木屬植物中提取出来的生物鹼，化学式为C19H26N2。由于它的结构与很多重要的具有生物活性的分子相似
，它是全合成的热门分子。